# Pedro Meyer (periodista)
Pedro Meyer Fernández (Madrid, 2 de octubre de 1948) es un periodista español.
Tras estudiar Periodismo y Sociología, inicia su trayectoria profesional en 1969, año en que se incorpora a Radio Nacional de España y Televisión española. En este último medio se especializa, en un primer momento, en programas infantiles como La Casa del Reloj (1971-1974) o La cometa naranja (1974).
En 1977 se integra en los servicios informativos de TVE, y comienza a presentar Telediario (hasta 1981) e interviene en otros espacios de debate político como Opinión Pública (1978), Café de Redacción (1979) y La víspera de nuestro tiempo (1982). Entre 1985 y 1987, además, colabora en el programa de emisión simultánea en todos los países de habla hispana Punto de encuentro.
Paralelamente, en radio colabora en espacios como Protagonistas, Caravana de amigos o Peninsular Hora Cero.
Entre 1987 y 1991 se aparta de la pantalla y de las ondas, para ejercer de Subdirector General de Comunicación Social con categoría de Asesor Ejecutivo en el Ministerio de Defensa.
A su salida de la Administración, regresa a RNE, y participa como editor en los programas De tarde en tarde (1991-1992), 24 horas (1992-1993), España a las ocho (1993-1996) y Siete días (1996-1998).
Entre 1998 y 2000 asume el cargo de Jefe del Área de Local de RNE. En 2000 se pone al frente del programa Emprendedores, que continúa presentando y dirigiendo. Desde mayo de 2004 es, además, Director de Programas y Emisiones de RNE.
| Predecesora: Adela Cantalapiedra | Presentador de Telediario 1978 - 1983 | Sucesor: Antonio Martín Benítez |

- Datos: Q6069516